# Cristhian Montoya
Cristhian Montoya Giraldo (San Vicente, Antioquia, 4 de agosto de 1989) es un ciclista profesional colombiano. Actualmente corre para el equipo profesional de categoría Continental el Medellín.

## Palmarés
2012
- 1 etapa de la Vuelta a Antioquia

2015
- 3º en el Clásico RCN, más 1 etapa

2016
- 1 etapa de la Vuelta a Colombia

2017
- 2º en la Vuelta Ciclista de Chile, más 1 etapa

2019
- 1 etapa del Tour de Gila
- 1 etapa de la Vuelta a Colombia[1]

2020
- 1 etapa del Clásico RCN

## Equipos
- Indeportes Antioquia (2009)
- Indeportes Antioquia-Lotería de Medellín (2010)
- Gobernación de Antioquia-Indeportes Antioquia (2011-2012)
- Colombia-Coldeportes (2013)
- Coldeportes-Claro (2014)
- Orgullo Antioqueño (2015)
- Medellín (2017-)